# Somebody to You (EP)
Somebody to You é o extended play (EP) de estreia da banda britânica de pop rock The Vamps. Foi lançado em 4 de agosto de 2014 para promover a banda nos Estados Unidos e no resto da América do Norte depois de seu sucesso internacionalmente em dois formatos destinados ao mercado americano com a faixa título " Somebody To You" com participação de Demi Lovato para ser seu single de estreia pelo local.

## Antecedentes
A versão digital do EP contém cinco faixas enquanto as versões físicas limitadas contém entre seis (versão padrão e edição exclusiva da loja Claire's) e sete faixas (edição exclusiva da loja Justice) . Três canções são comuns em todas as versões: "Somebody To You", "Wild Heart" e um cover de "Midnight Memories da boyband One Direction.

## Desempenho comercial
Nos Estados Unidos, o EP estreou na Billboard 200, separadamente do single, que ficou na Bubbling Under Hot 100 Singles. O EP estreou na 10ª posição da Billboard 200, mas na semana seguinte caiu para a 192ª posição, quebrando o recorde de maior queda de um álbum do top 10 na segunda semana.

## Lista de faixas
| CD Padrão |                                                       |         |  |
| N.º       | Título                                                | Duração |  |
| 1.        | "Somebody To You" (com a participação de Demi Lovato) | 3:03    |  |
| 2.        | "Wild Heart"                                          | 3:11    |  |
| 3.        | "Midnight Memories" (cover da boyband One Direction)  | 3:47    |  |
| 4.        | "High Hopes"                                          | 3:30    |  |
| 5.        | "Sweater Weather" (cover da banda The Neighbourhood)  | 3:16    |  |
| 6.        | "She Was the One"                                     | 3:21    |  |

| EP digital |                                                             |         |  |
| N.º        | Título                                                      | Duração |  |
| 1.         | "Somebody to You" (com a participação de Demi Lovato)       | 3:03    |  |
| 2.         | "Wild Heart"                                                | 3:11    |  |
| 3.         | "Midnight Memories" (cover da boyband One Direction)        | 3:47    |  |
| 4.         | "Move My Way"                                               | 3:28    |  |
| 5.         | "She Looks So Perfect" (cover da banda 5 Seconds Of Summer) | 3:39    |  |

| CD exclusivo da loja Claire's (edição limitada) |                                                       |         |  |
| N.º                                             | Título                                                | Duração |  |
| 1.                                              | "Somebody To You" (com a participação de Demi Lovato) | 3:03    |  |
| 2.                                              | "Wild Heart"                                          | 3:11    |  |
| 3.                                              | "Midnight Memories" (cover da boyband One Direction)  | 3:47    |  |
| 4.                                              | "High Hopes"                                          | 3:30    |  |
| 5.                                              | "Twist & Shout" (cover)                               | 2:40    |  |
| 6.                                              | "Dangerous"                                           | 3:56    |  |

| CD exclusivo da loja Justice (edição limitada) |                                                       |         |  |
| N.º                                            | Título                                                | Duração |  |
| 1.                                             | "Somebody To You" (com a participação de Demi Lovato) | 3:03    |  |
| 2.                                             | "Wild Heart"                                          | 3:11    |  |
| 3.                                             | "Midnight Memories"                                   | 3:47    |  |
| 4.                                             | "High Hopes"                                          | 3:30    |  |
| 5.                                             | "Twist & Shout" (cover)                               | 2:40    |  |
| 6.                                             | "Smile"                                               | 3:02    |  |
| 7.                                             | "Move My Way" (faixa escondida)                       | 3:29    |  |

## Paradas Musicais
| Tabela (2014)    | Melhor posição |
| ---------------- | -------------- |
| US Billboard 200 | 10             |

## Histórico de lançamento
| Região         | Data                | Formato(s)           | Gravadora |
| -------------- | ------------------- | -------------------- | --------- |
| Estados Unidos | 4 de agosto de 2014 | CD, download digital | Island    |